# Kung (öl)

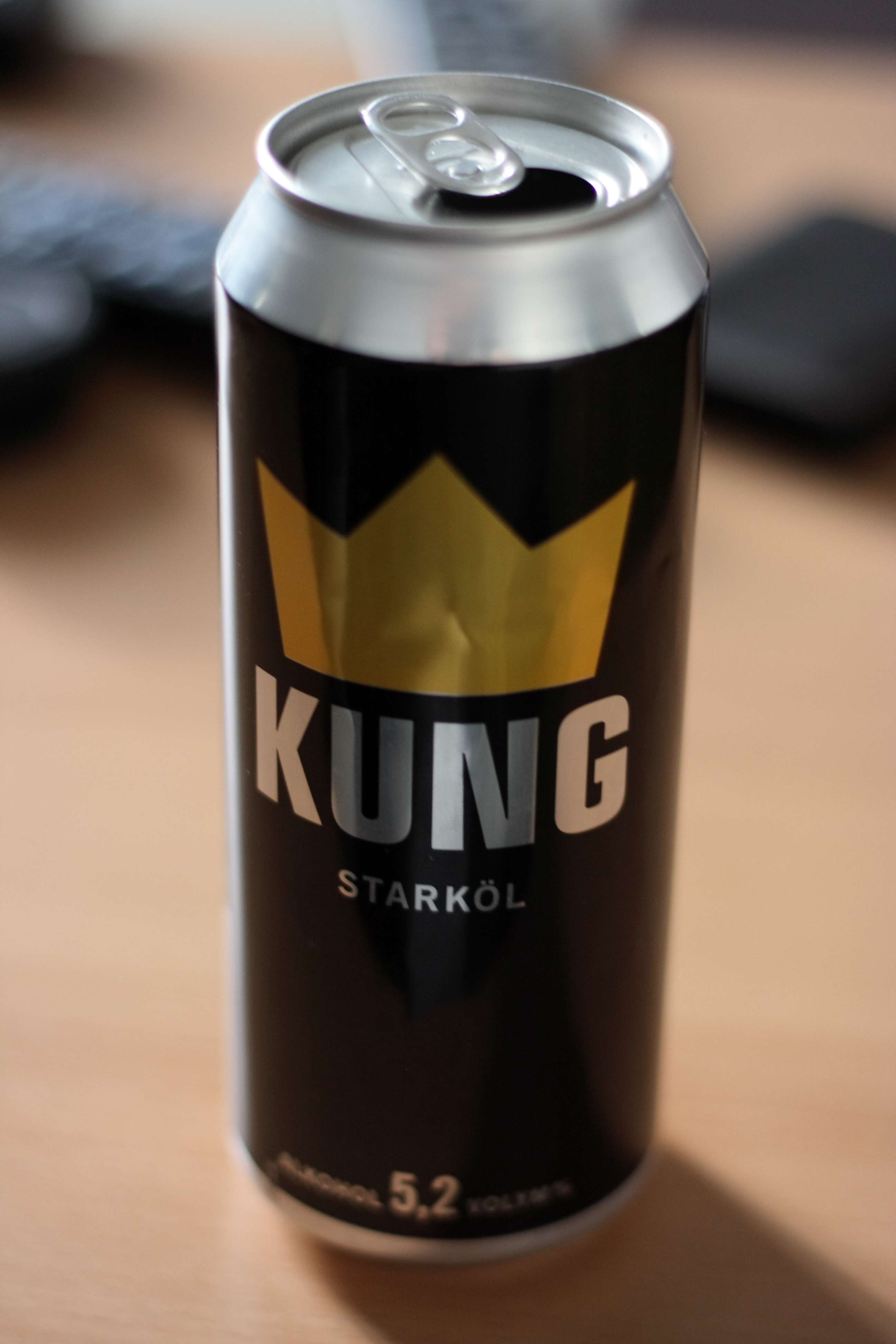
Kung.

Kung är ett svenskt lageröl från Åbro Bryggeri, med neutral doft med viss fruktighet och brödighet. Smaken är neutral med inslag av citron, alkoholhalten är 5,2% och ölet säljs på 50 cl burk.